# خیابان اصلی (نشانه راهنمایی و رانندگی)
خیابان اصلی جزء نشان‌های بازدارنده یا انتظامی راهنمایی و رانندگی است. راننده در هنگام مشاهده این علامت باید خود را برای وارد شدن به خیابان اصلی آماده کند. این نشان در ایران نیز رایج است.